# Amtsgericht Wald
Das Amtsgericht Wald war von 1879 bis 1932 ein Amtsgericht mit Sitz in Wald, heute eine Gemeinde im Landkreis Sigmaringen im südlichen Baden-Württemberg.

## Geschichte
In Wald bestand von 1852 bis 1879 die Gerichtskommission Wald des Kreisgerichts Hechingen.
Im Rahmen der Reichsjustizgesetze wurden 1879 reichsweit einheitlich Oberlandes-, Land- und Amtsgerichte gebildet.

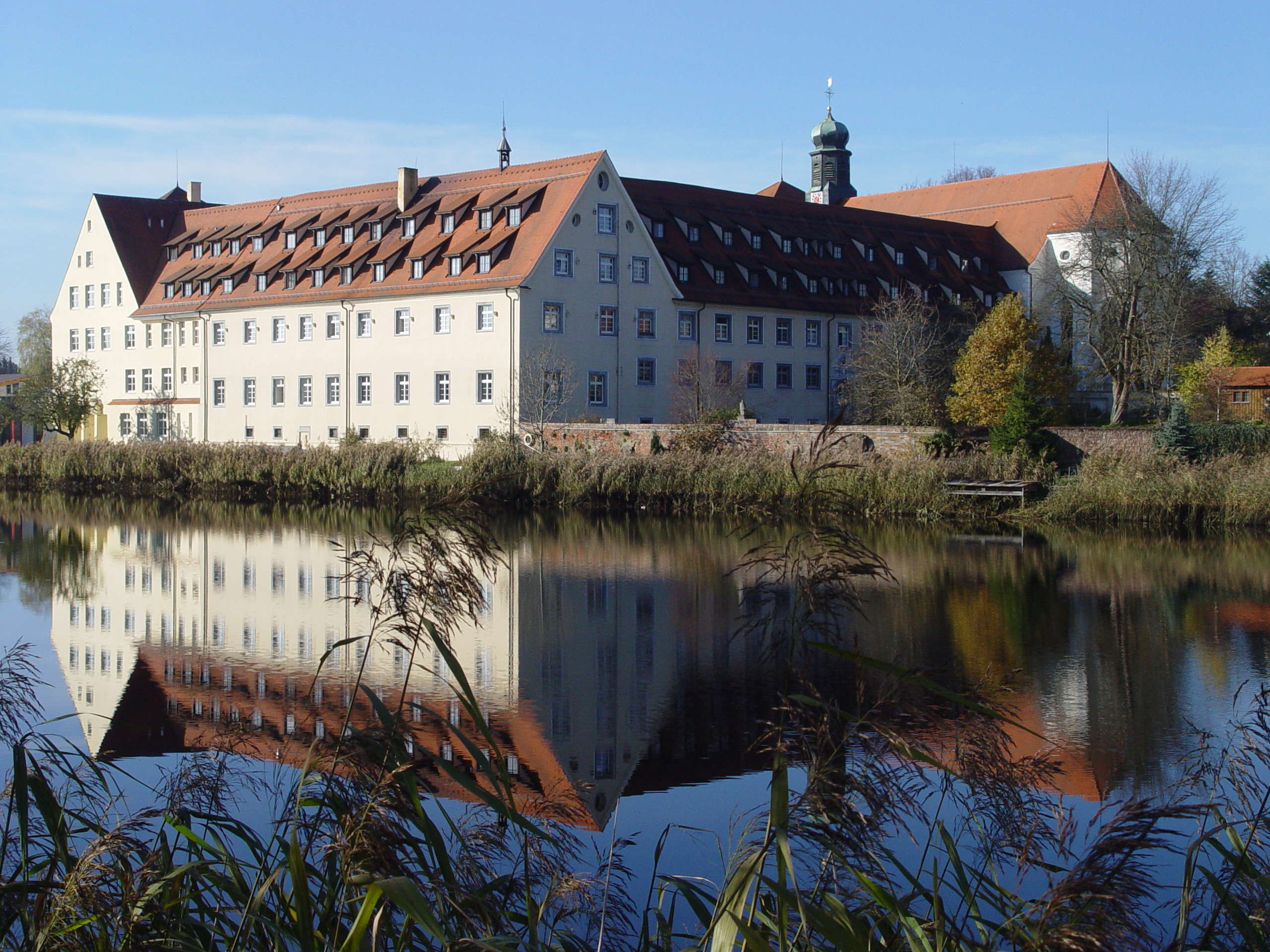
Das Amtsgericht befand sich im Gebäude des damals säkularisierten Klosters Wald

Das königlich preußische Amtsgericht Wald wurde mit Wirkung zum 1. Oktober 1879 als eines von fünf Amtsgerichten im Bezirk des Landgerichtes Hechingen im Bezirk des Oberlandesgericht Hamm gebildet. Der Sitz des Gerichts war das kleine Dorf Wald, zuvor Sitz eines Oberamts in den zu Preußen  gehörenden Hohenzollernschen Landen. Das Gericht selbst war im Gebäude des damals säkularisierten Klosters Wald untergebracht.
Sein Gerichtsbezirk umfasste aus dem Oberamtsbezirk Sigmaringen die Gemeindebezirke Achberg, Deutwang, Dietershofen, Einhart, Gaisweiler, Glashütte, Hippetsweiler, Igelswies, Kalkofen, Kalkreute, Kappel, Levertsweiler, Liggersdorf, Magenbuch, Mindersdorf, Oberndorf, Ostrach, Otterswang, Reischach, Rengetsweiler, Spöck, Tafertsweiler, Thalheim, Walbertsweiler und Wald.
Am Gericht bestand 1880 eine Richterstelle. Das Amtsgericht war damit ein kleines Amtsgericht im Landgerichtsbezirk. Gerichtstage wurden in Achberg und Ostrach gehalten.
In Folge der Weltwirtschaftskrise wurden 60 Amtsgerichte als Folge von Sparverordnungen aufgehoben, mit der Verordnung über die Aufhebung von Amtsgerichten vom 30. Juli 1932 auch das Amtsgericht Wald zum 30. September 1932, sein Sprengel wurde dem Amtsgericht Sigmaringen zugeordnet, es bestand aber noch bis zum 30. September 1948 eine Zweigstelle.